# Охрименко, Вадим Иванович
Вадим Иванович Охременко (Охрименко) (23 марта 1900, Киев, Киевская губерния, Российская империя — 21 ноября 1940, Киев, УССР, СССР) — советский и украинский прозаик и сценарист.

## Биография
Родился 23 марта 1900 года в Киеве. С детства увлёкся литературным творчеством, во время учёбы в средней школе вошёл в состав газеты, где начал заниматься литературной деятельностью. Начиная с 1925 года начал работать в советских газетах в должности корреспондента в УССР: с 1925 по 1938 год — в Комсомольской правде, с 1938 по момент смерти — в Правде, одновременно с этим писал сценарии к кинофильмам. С 1937 года состоял в ВКП(б).
Был другом поэта Максима Рыльского и супругом поэтессы Татьяны Волгиной (в 1939 году у пары родился сын Евгений). Покончил жизнь самоубийством (застрелился) 21 ноября 1940 года в Киеве.

## Фильмография

### Сценарист
- 1928 — Джальма
- 1929 — Шкурник («Знакомое лицо» по собственному рассказу «Цыбала»)
- 1930 —
  - Контакт[5]
  - Свой парень
- 1931 — Огни Бессемера
- 1932 — Решающий старт
- 1934 — Счастливый финиш
- 1939 — Стожары